# 笑顔のたえない職場です。
『笑顔のたえない職場です。』（えがおのたえないしょくばです）は、くずしろによる日本の漫画。略称は「えがたえ」。ウェブコミック配信サイト『コミックDAYS』（講談社）で2019年5月18日更新分から連載開始し、毎月第3土曜日に更新中。

## あらすじ
少女漫画家・双見奈々が、担当の年上の女性編集者・佐藤楓や、アシスタント・間瑞希とともに、漫画を作る日常を描いたワーキングコメディ。

## 登場人物
声の項はテレビアニメ版の声優。
双見 奈々（ふたみ なな）
声 - 夏吉ゆうこ
主人公。25歳。岩手県出身。本人曰く職業病と言うが想像が激しく、また過剰なまでに気にしいな性格。兄と姉がおり、将棋関係の知識は兄から、漫画の影響は姉からのもの。
『昴へ』
双見が連載している将棋界を舞台にした少女漫画。女流棋士を目指すも挫折した三月と、中学生で三段リーグ入りした将棋の天才少年昴の関係を主軸に描く。作中には他にも女性奨励会員などが登場する。人気はそれなりにあり、サイン本の発売や岩手でのサイン会、「ニューコミックアワード」へのノミネートなどの実績があったが、やがてアニメ化のオファーが来る。
佐藤 楓（さとう かえで）
声 - 雨宮天
双見の担当編集者。29歳。双見曰く売れっ子の作家ばかりを担当しているが、双見の才能を買っている。前任の編集者は将棋を題材にした作品よりも女性誌らしい純愛ものを求めていたが、佐藤は『昴へ』を評価し、連載へ漕ぎつけた。
間 瑞希（はざま みずき）
声 - 伊藤美来
双見のアシスタント。20歳。双見の言動にツッコミ役になることもしばしば。双見からは「はーさん」と呼ばれている。中学1年の時、双見とクラスメイトだった姉を通じて知り合った。
角館 塔子（かくのだて とうこ）
声 - 松井恵理子
将棋の女流棋士（女流三段）。20歳。『昴へ』の将棋の監修を行っている。元奨励会員。同作者の『永世乙女の戦い方』の登場人物でもある。
梨田 ありさ（なしだ ありさ）
声 - 小林ゆう
女性漫画家。25歳。双見のアシスタント時代の先輩。週刊少年誌でラブコメを連載していたが打ち切り宣告され心許せる双見に話を聞いてもらいたくて転がり込みそのまま居着く。滝沢から任される形で『君蝶』のスピンオフの連載をしている。
滝沢先生（たきざわせんせい）
双見と梨田がアシスタントにいっていた漫画家。人気作『君蝶』の作者。
ねこのて
声 - 花井美春
双見のアシスタント。16歳。青森県から在宅アシスタントをしている。漫画家志望だが、理解の無い母親と対立する。後に家出に近い形で双見の家に滞在する。

## 書誌情報
- くずしろ 『笑顔のたえない職場です。』 講談社〈KCデラックス〉、既刊12巻（2025年4月18日現在）
  1. 2019年12月25日発売[8][9]、ISBN 978-4-06-517985-7
  2. 2020年10月14日発売[10]、ISBN 978-4-06-521055-0
  3. 2021年4月14日発売[11]、ISBN 978-4-06-522939-2
  4. 2021年10月20日発売[12]、ISBN 978-4-06-525090-7
  5. 2022年3月18日発売[13]、ISBN 978-4-06-527108-7
  6. 2022年9月20日発売[14]、ISBN 978-4-06-529120-7
  7. 2023年3月20日発売[15]、ISBN 978-4-06-531076-2
  8. 2023年8月18日発売[16]、ISBN 978-4-06-532700-5
  9. 2024年1月18日発売[17]、ISBN 978-4-06-534303-6
  10. 2024年6月19日発売[18]、ISBN 978-4-06-535921-1
  11. 2024年11月20日発売[19]、ISBN 978-4-06-537615-7
  12. 2025年4月18日発売[20]、ISBN 978-4-06-539234-8

## テレビアニメ
2024年1月にテレビアニメ化が決定した。2025年10月よりTOKYO MXほかにて放送予定。

### スタッフ
- 原作 - くずしろ[3]
- 監督 - 鈴木薫[3]
- シリーズ構成 - 井上美緒[3]
- キャラクターデザイン - 宮井加奈[3]
- 音響監督 - 田中亮[3]
- 音楽 - 羽岡佳[3]、土井宏紀[3]
- 音楽制作 - ポニーキャニオン[3]
- アニメーション制作 - Voil[3]

### 主題歌
「絶対称賛！」
HoneyWorks feat.ハコニワリリィによるオープニングテーマ。作詞・作曲・編曲はHoneyWorksとMARUMOCHI。
「Thankful」
Sizukによるエンディングテーマ。作詞は森由里子、作曲は俊龍、編曲は奈良悠樹、歌唱はやなぎなぎ。

### 放送局
| 放送期間     | 放送時間 | 放送局             | 対象地域 | 備考        |
| ------------ | -------- | ------------------ | -------- | ----------- |
| 2025年10月 - | 未発表   | TOKYO MX           | 東京都   |             |
|              |          | 岩手めんこいテレビ | 岩手県   |             |
|              |          | BS朝日             | 日本全域 | BS/BS4K放送 |
|              |          | AT-X               | 日本全域 | CS放送      |